# Quan hệ ngoại giao của Philippines
| Quốc gia   | Tin tưởng nhiều | Chưa quyết định | Ít tin tưởng | ML  |
| ---------- | --------------- | --------------- | ------------ | --- |
| Hoa Kỳ     | 76              | 13              | 11           | +66 |
| Australia  | 62              | 21              | 15           | +47 |
| Nhật Bản   | 56              | 22              | 21           | +34 |
| Norway     | 41              | 31              | 26           | +16 |
| Hà Lan     | 40              | 31              | 26           | +14 |
| Taiwan     | 36              | 29              | 34           | +3  |
| Trung Quốc | 22              | 22              | 55           | -33 |

Quan hệ ngoại giao của Philippines được quản lý bởi Tổng thống Philippines và Bộ Ngoại giao Philippines. Các vấn đề quốc tế của Philippines bị ảnh hưởng bởi mối quan hệ với các nước láng giềng Đông Nam Á, Trung Quốc, Hoa Kỳ và Trung Đông.
Philippines là thành viên sáng lập của Liên Hợp Quốc; một thành viên được bầu của Hội đồng Bảo an  và tham gia FAO, Tổ chức Lao động Quốc tế (ILO), UNESCO và Tổ chức Y tế Thế giới. Giống như hầu hết các quốc gia, Philippines là một bên ký kết Interpol. Philippines là thành viên của Hiệp hội các quốc gia Đông Nam Á, Hội nghị thượng đỉnh Đông Á và Hiệp hội các quốc gia Caribbean (với tư cách là quan sát viên). Quốc gia này trước đây là một thành viên của Liên minh Latin hiện không còn tồn tại và SEATO. Tuyên bố mình là độc lập với bất kỳ khối quyền lực lớn nào của các quốc gia, Philippines là thành viên của Phong trào Không liên kết.
Về kinh tế, Philippines là nước tham gia Hợp tác kinh tế châu Á-Thái Bình Dương, Ngân hàng phát triển châu Á, Kế hoạch Colombo, Nhóm 24, G-20, G-77, Ngân hàng Thế giới, Next Eleven và Tổ chức Thương mại Thế giới (WTO).

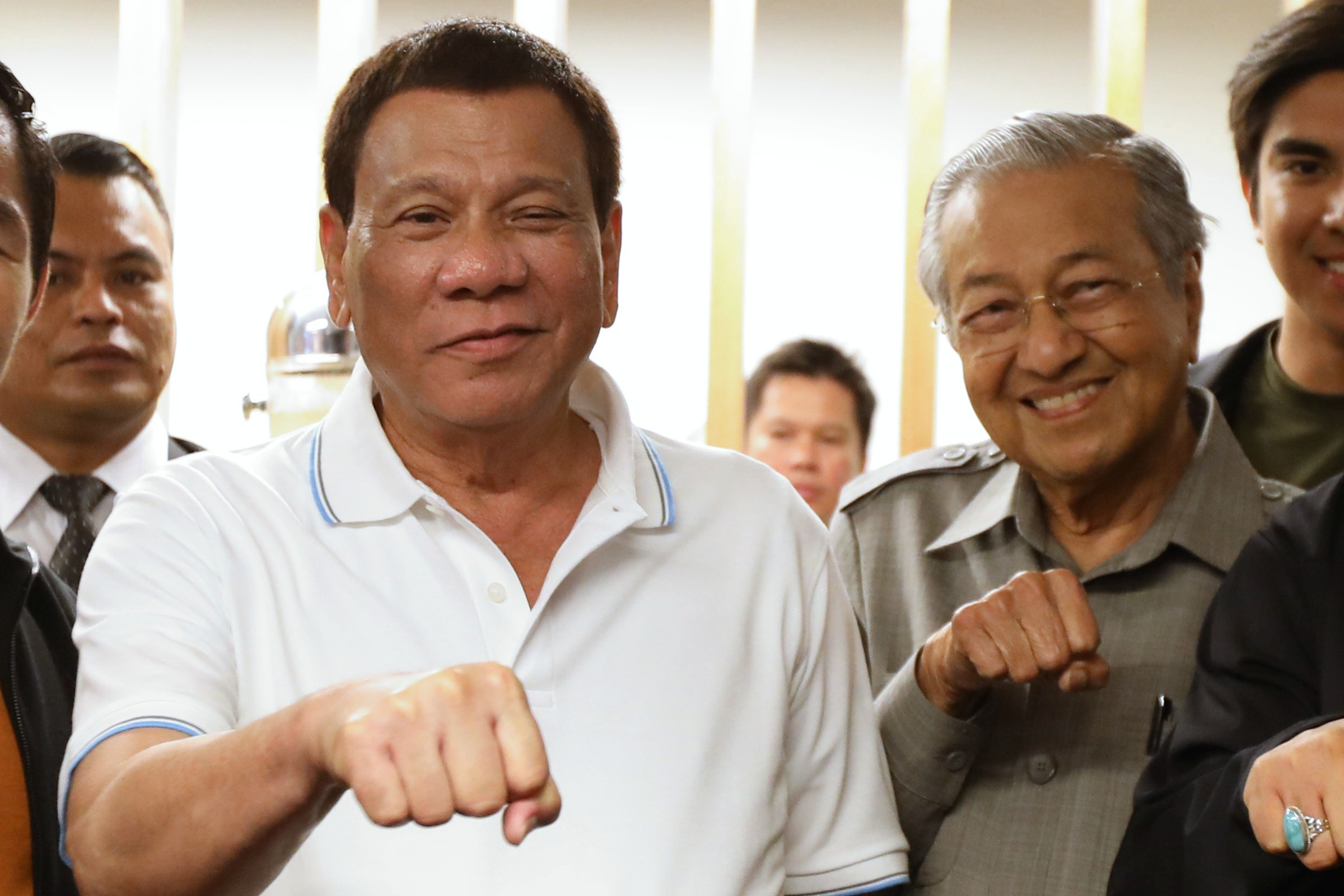
Tổng thống Philippines Rodrigo Duterte và Thủ tướng Malaysia Mahathir Mohamad (15 tháng 7 năm 2018)

## Chính sách đối ngoại

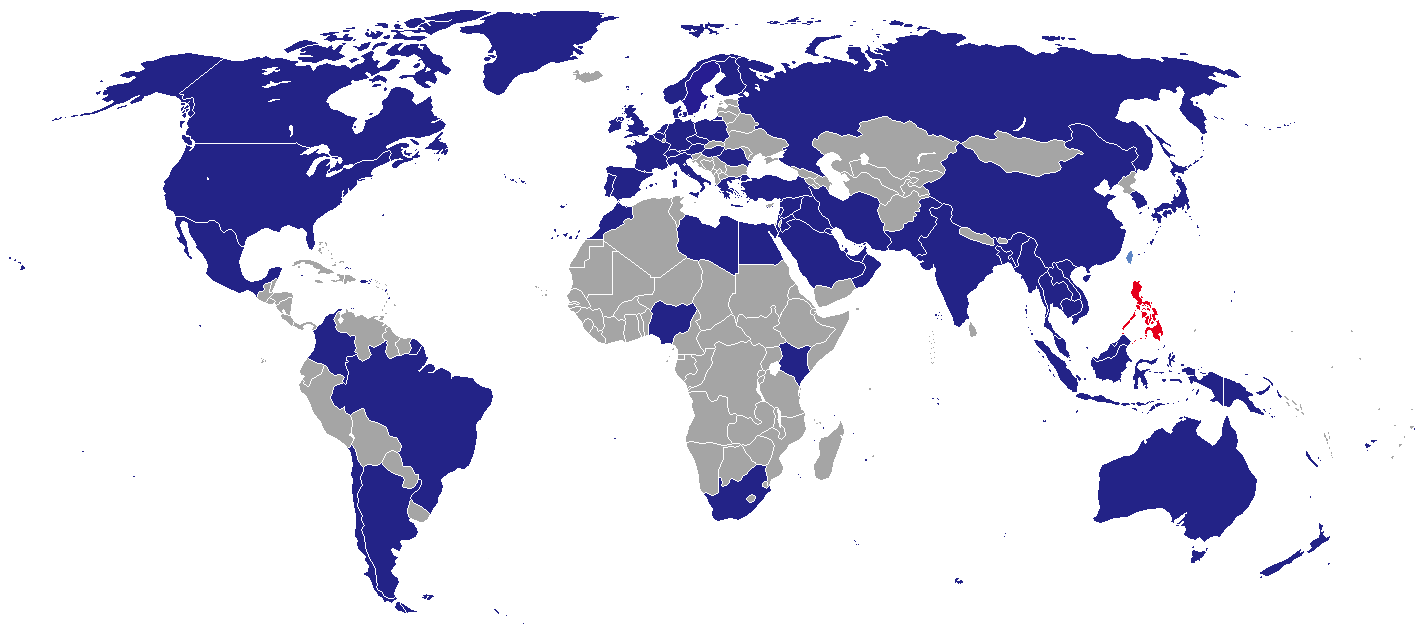
Philippines (màu đỏ) có đại sứ quán ở nhiều quốc gia khác nhau (màu xanh lam).

Chính sách đối ngoại của Philippines dựa trên sự tiến bộ của lý tưởng và giá trị của Philippines, bao gồm sự tiến bộ của dân chủ và vận động cho nhân quyền trên toàn thế giới.
Quốc gia này hiện đang tích cực tham gia với các nước láng giềng khu vực ở Đông Nam Á thông qua Hiệp hội các quốc gia Đông Nam Á (với tư cách là thành viên sáng lập) với ý định tăng cường sự hài hòa, ổn định và thịnh vượng của khu vực. Nó đã là một người ủng hộ Đông Timor kể từ khi độc lập sau này và đã mở rộng liên kết thương mại với các đồng minh truyền thống của nó là Indonesia, Malaysia, Singapore và Thái Lan. Quan hệ với Việt Nam và Campuchia đã tan băng vào những năm 1990 sau khi các nước này gia nhập ASEAN.
Các mối quan hệ với Hoa Kỳ đã ảnh hưởng đến quan hệ quốc tế của Philippines. Cộng hòa Philippines tự coi mình là đồng minh trung thành của Hoa Kỳ và đã hỗ trợ nhiều điểm trong chính sách đối ngoại của Mỹ. Điều này thể hiện rõ ở việc Philippines tham gia Chiến tranh Iraq và Chiến tranh chống khủng bố. Phát biểu với sự hỗ trợ này, Tổng thống Hoa Kỳ George W. Bush đã ca ngợi Philippines là một pháo đài của nền dân chủ ở phương Đông và gọi đồng minh lâu đời nhất của Mỹ là Philippines ở châu Á. Bài phát biểu của Tổng thống Bush vào ngày 18 tháng 10 năm 2003 là diễn văn thứ hai của Tổng thống Hoa Kỳ tại Quốc hội Philippines; Tổng thống Hoa Kỳ Dwight D. Eisenhower là người đầu tiên làm điều này.
Với mối quan hệ bền chặt với Hoa Kỳ, chính quyền của cựu Tổng thống Gloria Macapagal-Arroyo đã tìm cách thiết lập mối quan hệ chặt chẽ hơn với người thực dân trước đó là Tây Ban Nha. Điều này được lấy cảm hứng từ sự tham dự của Vua Juan Carlos và Nữ hoàng Sofía tại lễ kỷ niệm ngày 12 tháng 6 năm 1998 nhằm tôn vinh một trăm năm độc lập của Philippines khỏi Tây Ban Nha. Tổng thống Macapagal-Arroyo đã có hai chuyến thăm chính thức tới Tây Ban Nha trong nhiệm kỳ tổng thống của bà.
Trong những năm gần đây, Philippines rất coi trọng mối quan hệ với Trung Quốc, và đã thiết lập quan hệ hợp tác quan trọng với nước này.
Lực lượng vũ trang Philippines đã tham gia vào các cuộc xung đột khu vực khác nhau, bao gồm Chiến tranh Triều Tiên và Chiến tranh Việt Nam. Gần đây, Philippines đã gửi lực lượng gìn giữ hòa bình đến Iraq, ngoài các bác sĩ, y tá và cảnh sát dân sự. Tuy nhiên, nhiệm vụ của Philippines sau đó đã bị thu hồi làm tài sản thế chấp cho việc thả một con tin người Philippines. Là một phần của Hoạt động gìn giữ hòa bình của Liên Hợp Quốc, Tướng quân đội Philippines Jaime de los Santos trở thành chỉ huy quân đội đầu tiên chịu trách nhiệm duy trì trật tự ở Đông Timor.
Philippines đang căng thẳng với các bên yêu sách quốc tế đối thủ ở nhiều vùng đất và nước khác nhau trên Biển Đông. Philippines hiện đang tranh chấp với Cộng hòa Nhân dân Trung Hoa về các mỏ khí Camago và Malampaya. Hai nước cũng đang tranh chấp về bãi cạn Scarborough. Ngoài ra, Philippines có yêu sách tranh chấp đối với quần đảo Trường Sa.
Quan hệ với các quốc gia châu Á khác đã được mạnh mẽ. Nhật Bản, một nhà tài trợ viện trợ tích cực, có quan hệ chặt chẽ với nước này. Quan hệ với Trung Quốc gần đây đã được mở rộng, đặc biệt là liên quan đến nền kinh tế. Sự hiện diện của một cộng đồng người nước ngoài lớn của Hàn Quốc đã dẫn đến việc mở rộng quan hệ giữa hai quốc gia. Ấn Độ cũng là một đối tác quan trọng, cũng như các quốc gia ngoài châu Á như Úc, México, New Zealand và Ả Rập Saudi.
Trong những năm gần đây, Philippines đã tách rời khỏi phương Tây do vai trò tích cực của nó trong Phong trào Không liên kết và G-77. Xu hướng này được phản ánh trong các vị trí gần đây của nó trên Kosovo, Iran và Israel. Quan hệ của quốc gia này với Nhật Bản, Indonesia, Úc và Việt Nam đã tăng cường sang một chiều sâu mới do sự hợp tác ngoại giao, kinh tế, văn hóa và quốc phòng gần gũi hơn và căng thẳng bùng nổ trong tranh chấp chủ quyền Biển Đông. Mặc dù vậy, mối quan hệ của nó với đồng minh hiệp ước quốc phòng, Hoa Kỳ, vẫn cực kỳ mạnh mẽ. Mặt khác, quan hệ của Philippines với Trung Quốc tiếp tục xấu đi do những tranh chấp liên quan đến Biển Tây Philippines, nằm ở phía đông của Biển Đông. Quan hệ với Malaysia đã có lập trường thân mật và ngoại giao do các biện pháp an toàn kể từ khi Malaysia bị phát hiện đã tài trợ cho các nhóm khủng bố Hồi giáo ở miền nam Philippines trong quá khứ do tranh chấp ở Bắc Borneo. Đất nước này đang vận động cho tư cách thành viên của Timor-Leste trong ASEAN. Philippines là một thành viên tích cực trong ASEAN có mối quan hệ chặt chẽ với hầu hết các thành viên của tổ chức. Dự kiến đây sẽ là nền kinh tế lớn nhất trong ASEAN vào năm 2050.